# Драганівка (Кам'янець-Подільський район)
Драга́нівка — село в Україні, у Кам'янець-Подільському районі Хмельницької області.

## Географія
Подільське село Драганівка розкинулось на південному заході України, за 29 кілометрів від Кам’янця-Подільського. Повз село протікає річка Жванчик. Неподалік села проходить автошлях регіонального значення Р48 Кам'янець-Подільський — Сатанів.

### Клімат
Драганівка знаходяться в межах вологого континентального клімату із теплим літом.

## Історія
Внаслідок поразки визвольних змагань на початку XX століття, село надовго окуповане російсько-більшовицькими загарбниками.
Радянська окупація принесла колективізацію та розкуркулення, мешканці села зазнали репресій.
В 1932–1933 селяни села пережили сталінський голодомор.
Після завершення Другої світової війни у 1946—1947 роках мешканці села вчергове пережили голод.
З 1991 року в складі незалежної України.
15 вересня 2016 року шляхом об'єднання сільських територіальних громад, село увійшло до складу Чемеровецької селищної громади, до цього органом місцевого самоврядування була Зарічанська сільська рада.
До адміністративної реформи 19 липня 2020 року село належало до Чемеровецького району, після його ліквідації, увійшло до складу Кам'янець-Подільського району.

## Населення
Населення становить 812 осіб.

### Мова
У селі поширені західноподільська говірка та південноподільська говірка, що відносяться до подільського говору, який належить до південно-західного наріччя.

## Відомі люди

### Уродженці
- Стефанців Володимир Миколайович (1974—2015) — солдат Збройних сил України, учасник російсько-української війни.

### Проживали, перебували
- Барг Михайло Абрамович (1915—1991) — доктор історичних наук, професор[3]. У 1937—1939 роках працював завучем, а потім директором школи у селі.

## Природоохоронні території
Село лежить у межах національного природного парку «Подільські Товтри».

## Галерея

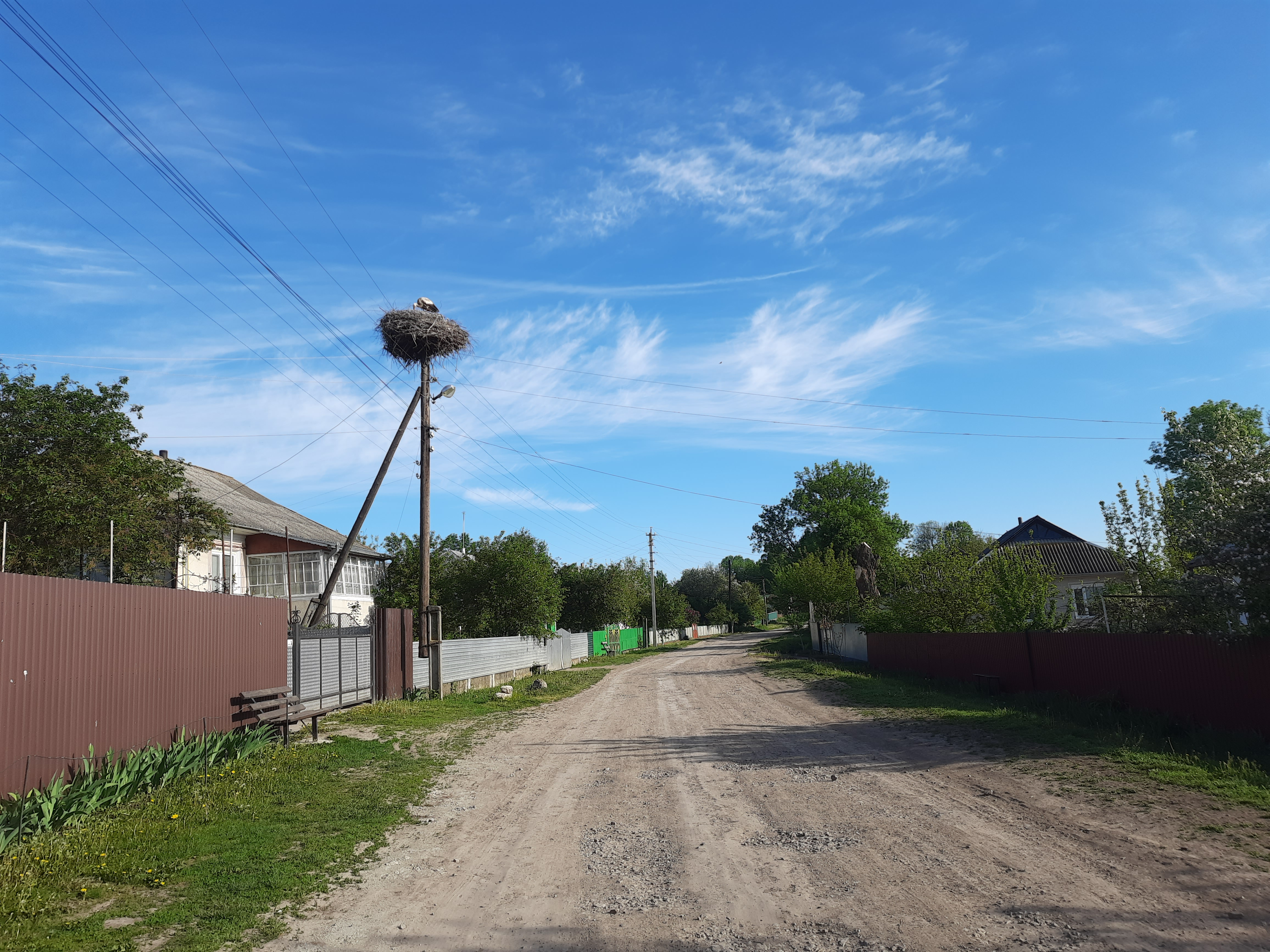
Сільська вулиця
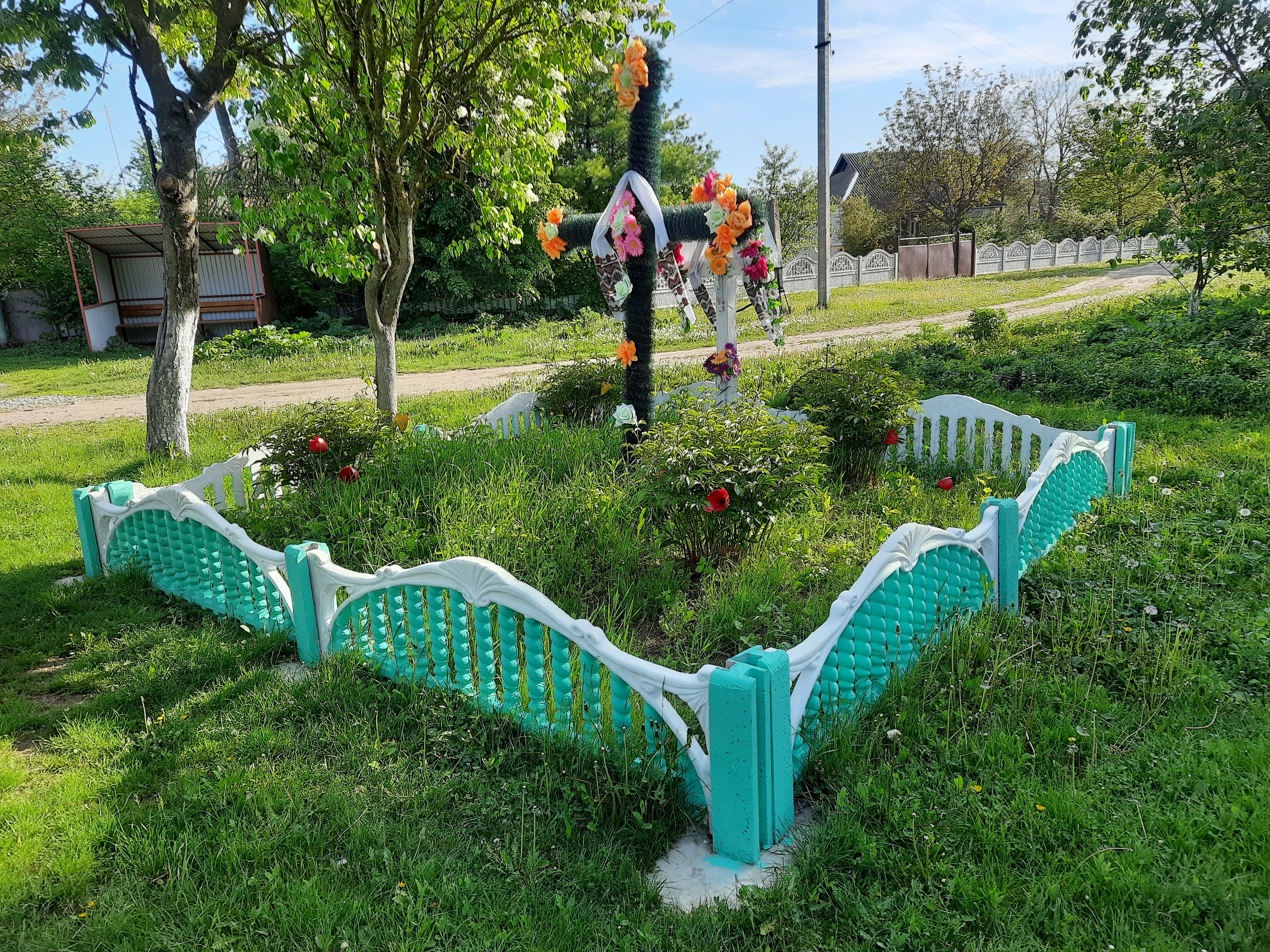
Пам'ятний хрест в центрі села
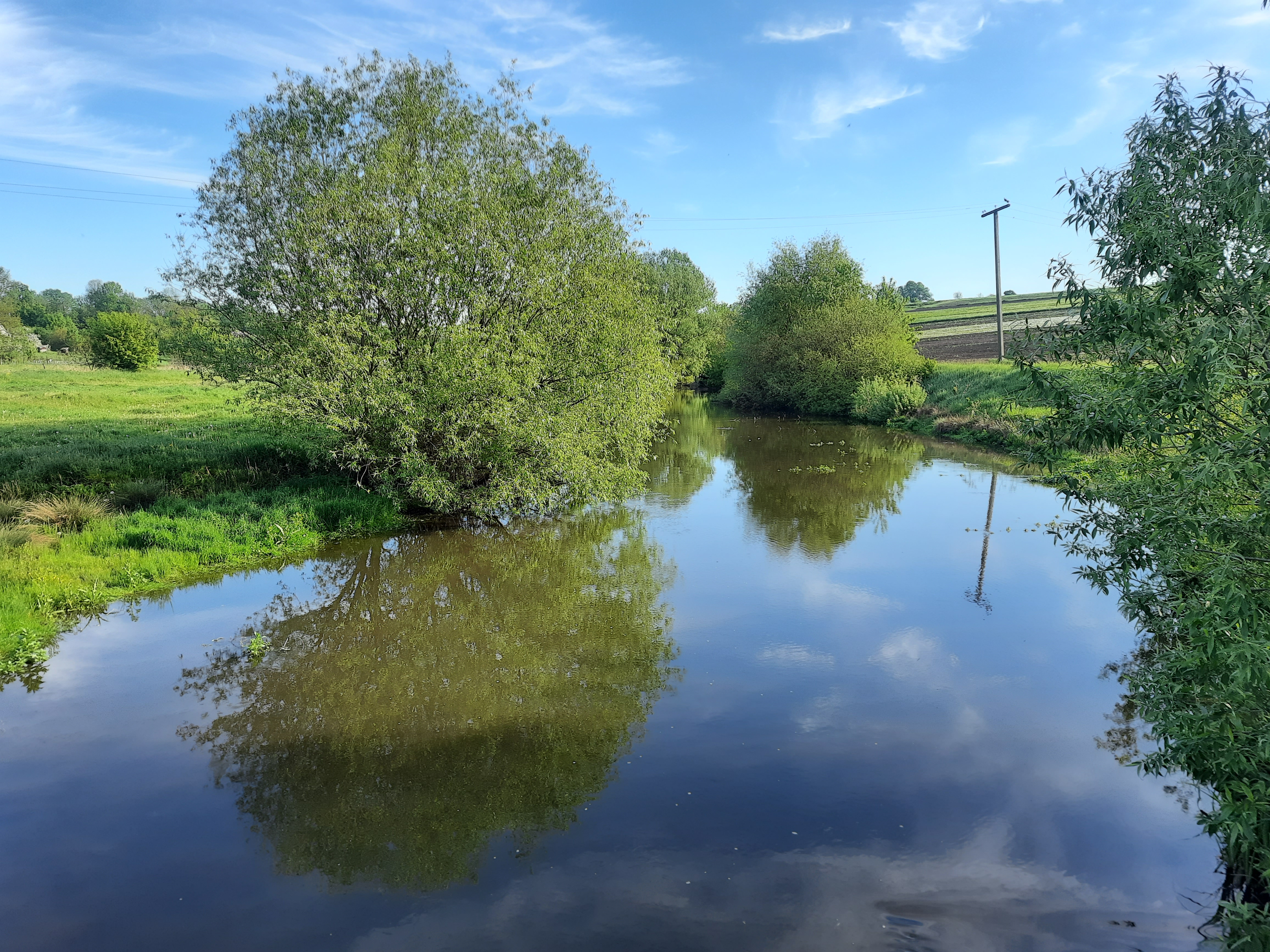
Річка Жванчик біля села